# Hipposideros cyclops
Hipposideros cyclops là một loài dơi trong họ Dơi nếp mũi. Nó được tìm thấy ở châu Phi. Môi trường sống tự nhiên của nó là rừng đất thấp ẩm và thảo nguyên ẩm cận nhiệt đới hoặc nhiệt đới. Nó bị đe dọa bởi mất môi trường sống.